# Talang Jawa (Batu Raja Barat)
Talang Jawa is een bestuurslaag in het regentschap Ogan Komering Ulu van de provincie Zuid-Sumatra, Indonesië. Talang Jawa telt 7031 inwoners (volkstelling 2010).